# Paraguayfloden
Paraguayfloden (Río Paraguay) är en flod i Sydamerika som är 2 621 kilometer lång och till största delen är segelbar. Den rinner upp i området Mato Grosso i Brasilien, fortsätter genom våtmarksområdet Pantanal och flyter i sydlig riktning tvärs igenom landet Paraguay. Vid Paraguays huvudstad, Asunción, ansluter bifloden Pilcomayo och Paraguayfloden fortsätter söderut tills den mynnar ut i Paranáfloden norr om Corrientes. Floden är gränsflod mellan Brasilien och Bolivia, mellan Paraguay och Brasilien samt mellan Paraguay och Argentina. Paraguayfloden tillhör Río de la Platas avrinningsområde.